# Християнські впливи в ісламі
Християнські впливи в ісламі можна простежити ще до східного християнства, яке оточувало витоки ісламу. Іслам, що виникає в контексті Близького Сходу, який був переважно християнським, спочатку розглядався як христологічна єресь, відома як "єресь Ізмаїлітів", описана як така в "Про єресь" святим Іваном Дамаскином, сирійським вченим.
Християни ознайомили мусульман з грецьким вченням. Східні християни (особливо християни-несторіанці ) зробили свій внесок в арабську ісламську цивілізацію в періоди Уммаяду та Аббасидів, перекладаючи твори грецьких філософів на сирійську, а потім на арабську. Вони також відзначились філософією, наукою, теологією та медициною.
Більшість мусульманських країн також використовують григоріанський календар, а деякі країни відзначають неділю як неробочий день (пор. Недільний суботник).

## Молитва і поклоніння

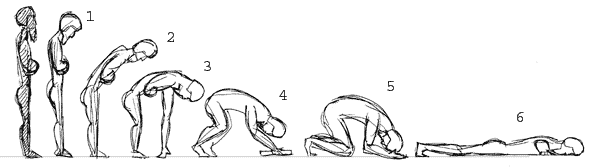
Християнська молитва у східних православних та східних православних традиціях використовує поклони та лягання.

Пояснюючи походження ісламського саляту, вчені стверджують, що на нього вплинули релігії, поширені на Близькому Сході за часів Мухаммеда, такі як християнство та юдаїзм. П'ять фіксованих молитовних часів в ісламській молитві можуть походити з канонічних годин християн, особливо тих, що використовувались у IV столітті віруючими в Східних Православних Церквах (які широко вважалися монофізитами), які молилися сім разів на день, враховуючи широкий контакт, який Мухаммед та його супутники мали з сирійськими християнськими ченцями. Абу Бакр та інші ранні послідовники Мухаммеда були піддані цим фіксованим молитвам сирійських християн в Абіссінії і, ймовірно, передавали свої спостереження Мухаммеду, "розміщуючи потенціал християнського впливу безпосередньо в колі послідовників і лідерів Пророка". Мухаммед, який мав безпосередній контакт з християнами Наджрана в Ємені, мав би знати про християнську практику, яка під час молитви зверталася на схід, що було повсюдно в християнському світі на той час. Положення прострації, яке використовували Отці пустелі, коптські християнські ченці Єгипту, могло вплинути на положення суджуда, позначеного коранським символом ۩. 
На ритуальне вмивання перед здійсненням салаху вплинула єврейська практика миття рук і ніг перед молитвою - практика, поширена серед євреїв у Сирії, Ятрібі та Ємені; вавилонський Талмуд вчить, що за відсутності води слід користуватися землею, що прийнято в ісламі. Євреї стикаються з Єрусалимом, коли моляться, і Коран зазначає, що ранні мусульмани робили те саме, а напрям молитви, спрямований до Мекки, змінився на цей пізніше.  Джастін Пол Хайнц розглядає це як яскраві приклади синкретизму, в якому юдаїзм впливав на релігійну практику в ісламі. 

## Мова
Наприкінці 7-го та 8-го століть мусульмани стикалися з християнами-левантами. Спільне сирійське слово sahedo могло вплинути на арабський шахід (мученик-свідок).  За часів династії Аббасидів переклади євангелій із сирійської на арабську зробили, зокрема, історик Бар-Гебрей на прохання арабського губернатора.

## Мистецтво

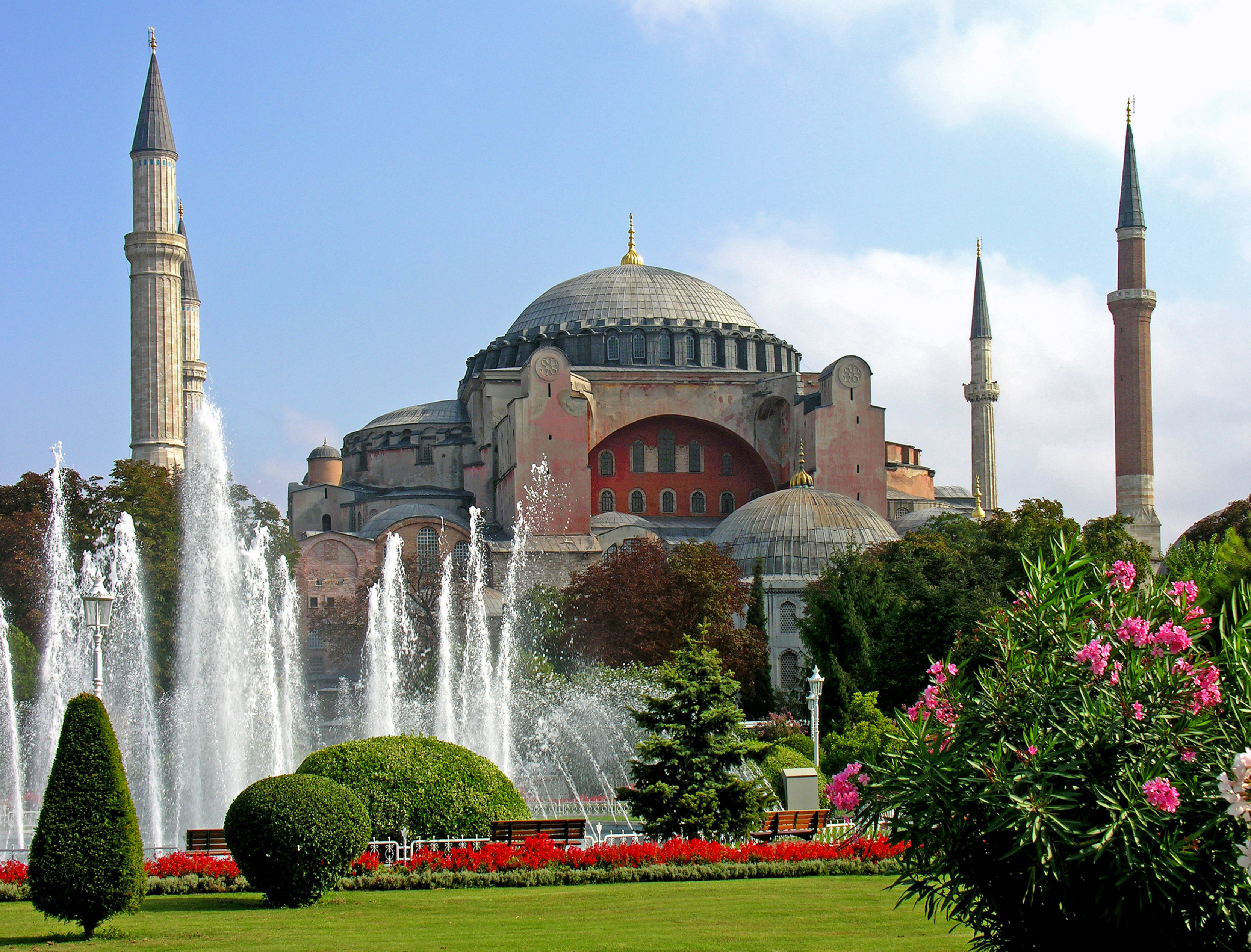
Собор Святої Софії, східно-православна християнська церква, перетворена на мечеть після падіння Константинополя ; у 1935 р. за рішенням Кемаля Ататюрка його було перетворено на музей.

Римський та візантійський стилі були особливо поширені в ранньоісламській архітектурі. Одним із прикладів є Купол на скелі (кінець VII століття) в Єрусалимі. Його дизайн походить від римської архітектури.  Медресе-мавзолей султана Аль-Насіра Мухаммеда в Каїрі має готичний дверний проріз з Акри, який повторно використовується як трофей.  Колишній християнський собор Мадрасат аль-Халавія в Алеппо, який, ймовірно, взяв Нур ад-Дін Зангі, мав вівтар.  Мечеть Акса має скульптурний орнамент, взятий з конструкцій хрестоносців 12 століття, в арках фасаду.  Верхня подвійна столиця мечеті на кручених колонах виражає єдність природи в характерному романському стилі.
Після падіння Константинополя османи перетворили головну базиліку, собор Святої Софії, на мечеть і включили візантійські архітектурні елементи у власні роботи, такі як куполи. Це була частина перетворення немусульманських культових місць у мечеті. Собор Святої Софії також слугував зразком для багатьох османських мечетей, таких як мечеть Шехзаде, мечеть Сулеймана та мечеть Рюстем-паші. 
Христологічні мотиви можна знайти в роботах Нізамі, Румі та інших. Ісламські художники застосовували християнські зразки для іконопису. Картина народження Мухаммеда в Джамі-аль-Тавариху Рашида ад-Діна нагадує про народження Ісуса.  Ангели, що нависають над матір’ю, відповідають християнському типу, тоді як три жінки, які прийшли відвідати матір, відповідають трьом біблійним волхвам. Деякі вцілілі айюбідські латунні інкрустації мають євангельські сцени і образи Мадонни з немовлям Ісусом.  Посилання на Благовіщення та хрещення Ісуса виявляються в аль-Атар аль-Бакія, де Богородиця зображена відповідно до її представлення у візантійському мистецтві. 
Фрески Самарри, написані між 836 і 883 роками, також пропонують християнське ремесло через християнських священиків, які є підданими та підписами художника. 

## Культурний вплив

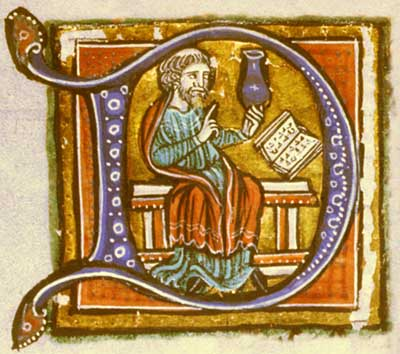
Буквиця з рукопису Ісагоги Хунайна ібн-Ісхака аль-Ібаді. Хунайн ібн-Ісхак був відомим і впливовим християнським вченим, лікарем і вченим етнічного арабського походження.

Християни (особливо християни-несторіанці) зробили свій внесок в арабську ісламську цивілізацію в періоди Уммаяду та Аббасидів, перекладаючи твори грецьких філософів на сирійську, а потім на арабську.    Протягом 4–7 століть наукова робота з сирійської та грецької мов була започаткована або продовжена з елліністичного періоду. Центри навчання та передачі класичної мудрості включали такі коледжі, як Школа Нісібіса, а пізніше Школа Едесса, і відома лікарня та медична академія Джундішапура ; до бібліотек входили Олександрійська бібліотека та Імператорська бібліотека Константинополя ; інші центри перекладу та навчання функціонували в Мерві, Салоніці, Нішапурі та Ктесіфоні, розташовані на південь від того, що пізніше став Багдадом.  Будинок мудрості - це бібліотека, інститут перекладу та академія, створені в Аббасид-Ера Багдаді, Ірак.   Несторіанці зіграли помітну роль у формуванні арабської культури  причому школа Джундішапура була помітною в періоди пізнього Сасанідів, Омеядів та ранніх Аббасидів.  Примітно, що вісім поколінь родини Несторіанських Бухтішу служили приватними лікарями халіфів і султанів між 8 і 11 століттями.  

## Роль християнства в науці в середньовічному ісламському світі
Християни, особливо несторіанці, сприяли арабській ісламській цивілізації під час Умаядів та Аббасидів, перекладаючи твори грецьких філософів на сирійську, а потім на арабську.  Вони також відзначились філософією, наукою (такими як Хунайн ібн Ісхак, Куста ібн Лука, Масавай, Патріарх Євтихій, Джабріль ібн Бухтішу тощо) та теологією (такими як Татіан, Бар Дайсан, Бабай Великий, Несторій, Тома-бар Якуб тощо). а особистими лікарями халіфів Аббасидів часто були асирійські християни, такі як тривала служба династії Бухтішу.  

## Роль християнства в медицині в середньовічному ісламському світі
У Гундешапурі існували лікарня та медичний навчальний центр. Місто Гундешапур було засновано в 271 році сасанідським царем Шапуром I. Це було одне з найбільших міст провінції Хузестан Перської імперії в сучасному Ірані. Великий відсоток населення складали сирійці, більшість з яких були християнами. За правління Хосрау I притулок отримали грецькі несторіанські християнські філософи, включаючи вчених перської школи Едеси ( Урфа ) (також званий Академією Афін ), християнського теологічного та медичного університету. Ці вчені пробралися до Гундешапура в 529 році після закриття академії імператором Юстиніаном. Вони займалися медичними науками та ініціювали перші проекти перекладу медичних текстів.  Прибуття цих практикуючих лікарів з Едеси знаменує собою початок роботи лікарні та медичного центру в Гундешапурі.  Вона включала медичну школу та лікарню (Бімарістан), фармакологічну лабораторію, будинок перекладів, бібліотеку та обсерваторію.  Індійські лікарі також внесли свій внесок у школу в Гундешапурі, особливо медичний дослідник Манка. Пізніше після ісламського вторгнення праці Манки та індійського лікаря Сустури були перекладені в Багдад арабською мовою.  Дауд аль-Антакі був одним із останнього покоління впливових арабських християнських письменників.

## Християнські купці та торгівля шовком

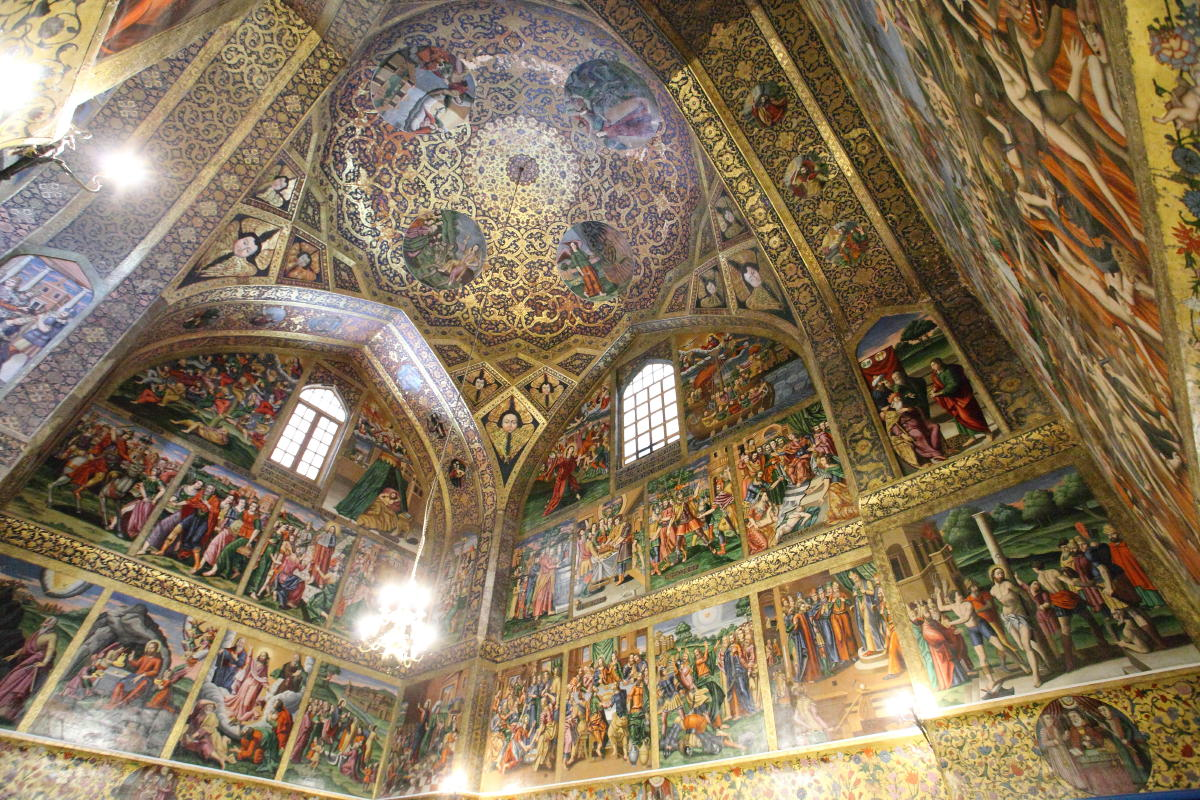
Ванський собор. Вірмени переїхали до району Джолфа в Ісфагані і мали можливість будувати свої молитовні будинки, врешті-решт стали невід'ємною частиною суспільства.

Одним цінним предметом, який шукали в Європі, яким володів Іран і який міг принести срібло в достатній кількості, був шовк, який вироблявся в північних провінціях уздовж узбережжя Каспію. Торгівля цим товаром спочатку була здійснена персами, але протягом 17 століття вірмени- християни ставали все більш важливими в торгівлі цим товаром, як посередники. 
Тоді як внутрішня торгівля в основному була в руках перських та єврейських купців, до кінця 17 століття майже вся зовнішня торгівля контролювалася вірменами.  Їх навіть найняли багаті перські купці для поїздок до Європи, коли вони хотіли створити там комерційні бази, і з часом вірмени закріпились у таких містах, як Бурса, Алеппо, Венеція, Ліворно, Марсель та Амстердам.  Розуміючи це, шах Аббас переселив велику кількість вірмен з Кавказу до свого столичного міста і надав їм позики.  І коли шах усвідомив важливість ведення торгівлі з європейцями, він запевнив, що Сефевідівське суспільство є одним із релігійною терпимістю. Таким чином, християнські вірмени стали комерційною елітою в суспільстві Сефевідів і зуміли вижити в жорсткій атмосфері бізнесу, з якою боролися британці, голландці, французи, індіанці та перси, завжди маючи великий капітал, який був легко доступний, і зумівши вдарити сильніше вигідні ціни, що забезпечують дешевші ціни, ніж те, що, наприклад, могли робити їхні британські конкуренти. 

## Османська імперія
Відразу після завоювання Константинополя Мехмед II звільнив свою частину полоненого християнського населення міста з інструкціями розпочати відбудову Константинополя, спустошеного облогою та війною.  Згодом він також починає заселяти місто, приводячи нових мешканців – як християн, так і мусульман – з усієї імперії та з нових завойованих територій.  Потім Фанар знову заселили греками, депортованими з Мушліона на Пелопоннесі, а після 1461 року - громадянами Требізонда. 
Коріння грецького панування можна простежити за потребою османів у кваліфікованих та освічених учасниках переговорів, оскільки сила їхньої імперії занепадала, і вони були змушені покладатися на договори більше, ніж на силу зброї. Починаючи з 17 століття, османи почали стикатися з проблемами ведення своїх зовнішніх відносин і мали труднощі в диктуванні своїх сусідів; Порта вперше зіткнулася з необхідністю участі в дипломатичних переговорах.
Враховуючи османську традицію загального ігнорування західноєвропейських мов та культур, чиновники виявилися нездатними вирішувати такі справи. Згодом Порта доручила ці завдання грекам, які мали давню торгову та освітню традицію і могли надати необхідні навички. Як результат, так звані фанаріоти, грецькі та еллінізовані сім'ї, які в основному проживають у Константинополі, стали займати високі посади секретарів та перекладачів для османських чиновників та офіцерів.
Одними з найвпливовіших арабських націоналістів були арабські християни, такі як Джордж Хабаш, засновник Народного фронту визволення Палестини, та сирійський інтелектуал Константин Зурейк. Багато палестинських християн також брали активну участь у формуванні та керуванні Палестинською національною адміністрацією з 1992 року. Терорист-смертник Жуль Джаммаль, сирійський військовий, який підірвав себе, таранивши французький корабель, також був арабським християнином. Тоді як ліванські християни-мароніти були серед майстрів та батьків арабського Відродження Аль-Нахда. 
Сьогодні християни Близького Сходу відносно заможні, добре освічені та політично помірковані  оскільки вони відіграють активну роль у різних соціальних, економічних, спортивних та політичних аспектах на Близькому Сході.

## Читання
- Єва Баер. Слюсари Айюбіда з християнськими зображеннями. БРІЛЬ, 1989 рік